# Río Bacares
El río Bacares, también llamado en su tramo alto río del Barrancón, es un río del sur de la península ibérica perteneciente a la vertiente mediterránea de Andalucía que transcurre íntegramente por el centro-oeste de la provincia de Almería (España).

## Curso
El Bacares nace en la sierra de los Filabres. Su cabecera se extiende entre el Calar Alto (2168 m s. n. m.) y la Tetica de Bacares (2080 m s. n. m.), desde donde descienden diversos arroyos y barrancos. Realiza un recorrido en dirección sur-norte a lo largo de unos 22 km que atraviesan las localidades de Bacares, Bayarque y Tíjola, donde desemboca en el río Almanzora. 
Su carácter torrencial le confiere una gran capacidad de erosión debido a las fuertes pendientes de su cauce y las fuertes lluvias de la época primaveral. Sus riberas son propicias para la agricultura debido a la lenta fusión de la nieve de las cumbres de su cabecera, si bien, la disminución de la lluvia desde los años 1980 ha dismininuido significativamente su caudal. Se cultivan almeces, moreras, nogales, castaños, higueras, granados, olivos y almendros. En el siglo XV era famosa la seda que se producía en la cuenca del Bacares por la cantidad de moreras existentes.
A unos 2 km de su desembocadura, en el desfladero de la "Cerrá de Valentín", parten diversas acequias que desde el siglo XVI riegan la vega de Tíjola.